# リシタン
座標: 北緯40度21分 東経71度17分 / 北緯40.350度 東経71.283度
リシタン（Rishton）(ウズベク語: Rishton/Риштон, ロシア語: Риштан, タジク語: Рештон, タタール語: Риштан）は、ウズベキスタン共和国東部のフェルガナ州にある市。

## 概要
フェルガナ盆地の南西端のキルギスとの国境付近、州都フェルガナとコーカンドの中間地点に位置する。標高471m。2016年時点の人口は34,800人。住民はウズベク人とタジク人がほとんどで、少数のロシア人やタタール人もいる。言語はウズベク語とタジク語が使われている。

## リシタン陶器
陶器の産地で、「リシタン陶器」として知られる。ウズベキスタンの陶器の90%はリシタンで造られたものである。

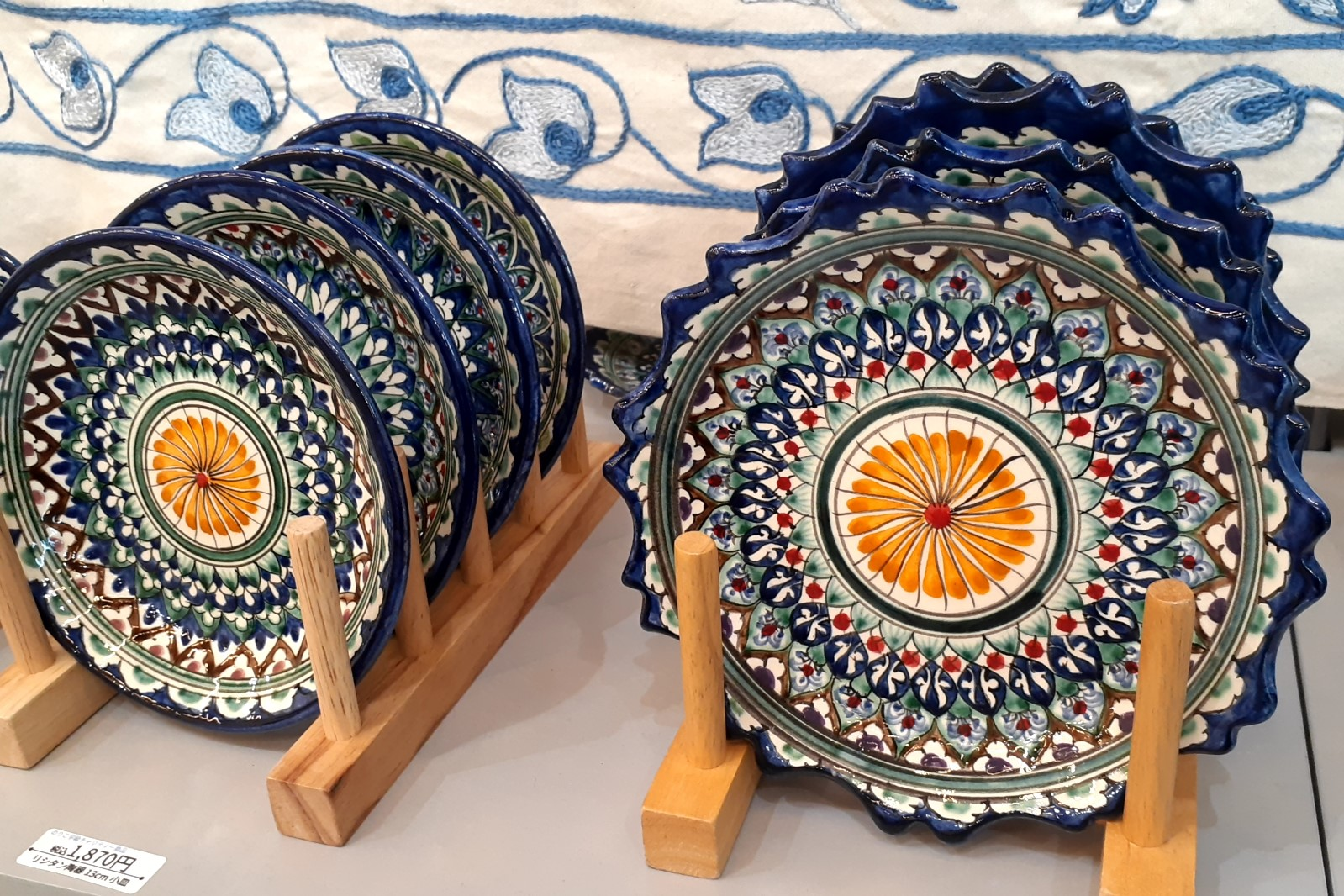
リシタン陶器
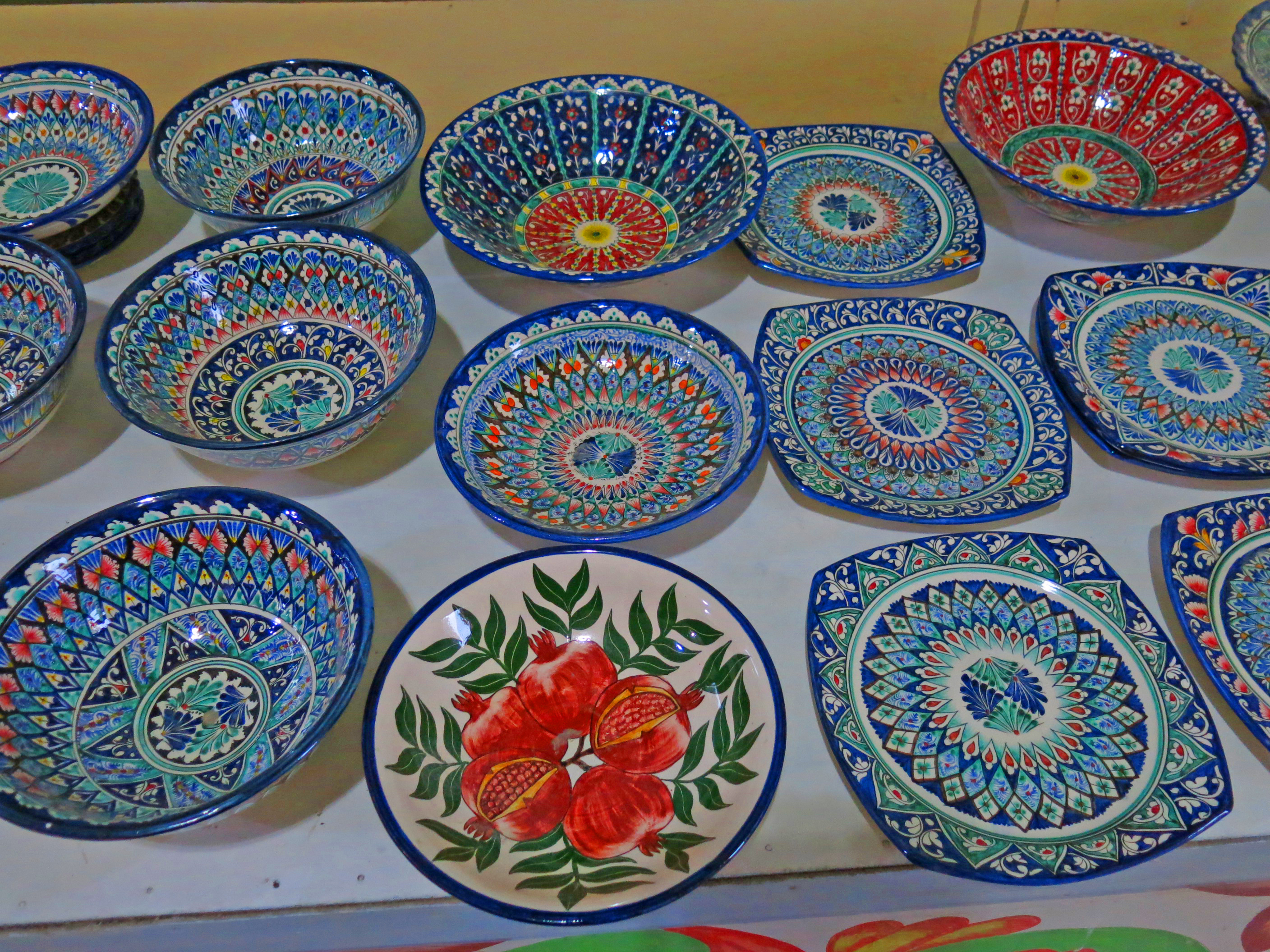
リシタン陶器
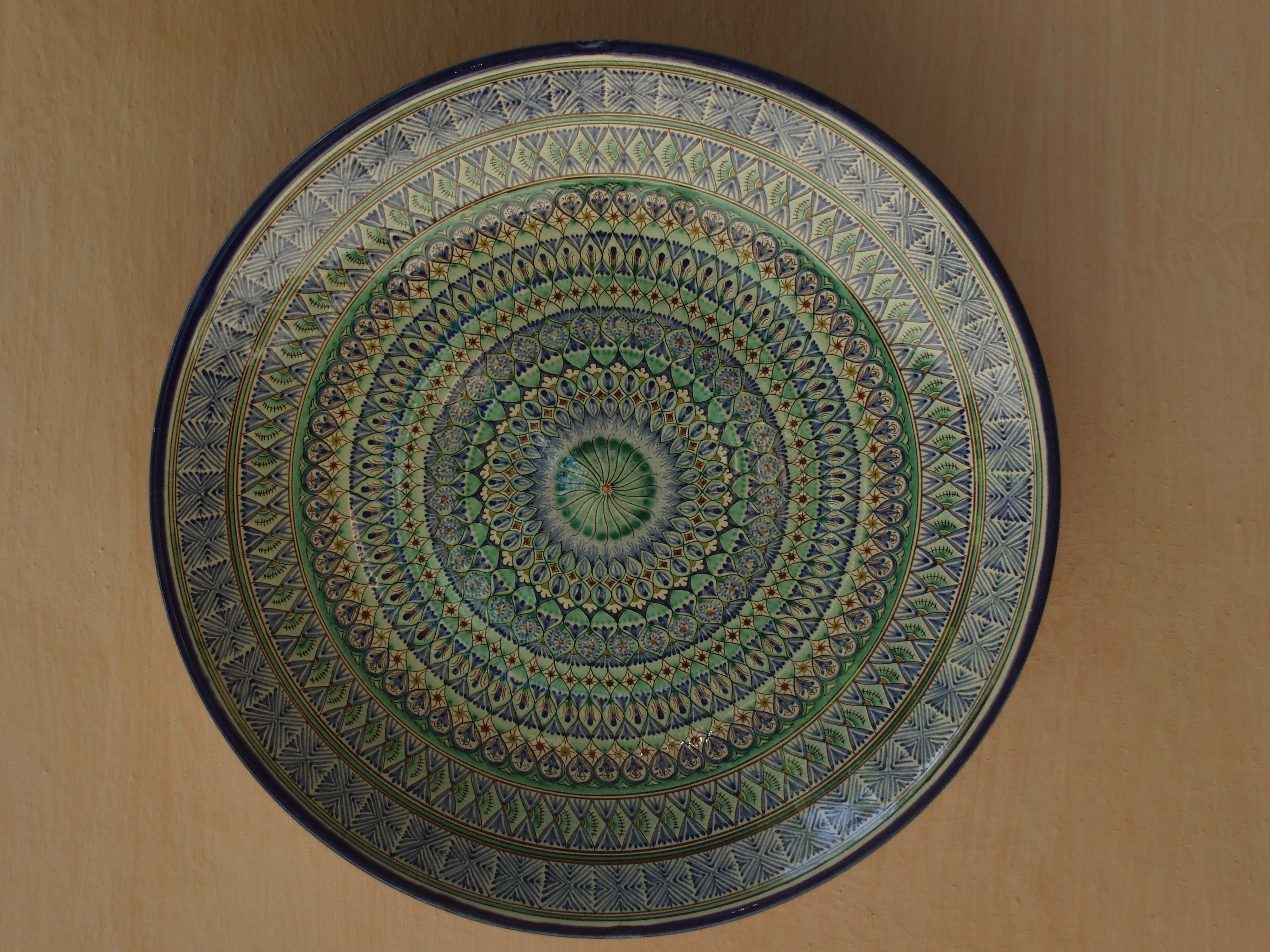
リシタン陶器

## 日本語学校「NORIKO学級」
1999年にはコマツのエンジニアで現地に長期滞在した経験を持つ大崎重勝（2005年逝去）が日本語学校「NORIKO（ノリコ）学級」を開校した。大崎は設立費用に自らの退職金を充て、妻の名にちなんで命名した。地元林業家のガニシェルが運営を支え、講師は日本人旅行者らが務めた。2019年までに約5000人がNORIKO学級で学び、100人以上が日本に留学した。
新型コロナ禍で日本人講師がいなくなるなど危機に陥ったが、日本からのオンライン授業や寄付で支援する動きが起きている。